# Gara Barboși Triaj
Gara Barboși Triaj este o stație de cale ferată care deservește Galați, județul Galați, România.